# Tanora
Tanora es una bebida carbonatada con sabor a mandarina vendida en Irlanda, predominantemente en Munster. Fue lanzada por John Daly & Co., un envasador de agua mineral de Cork. La marca es propiedad de Coca Cola Bottlers Ireland, una subsidiaria de Coca-Cola Hellenic. Tanora se envasa en botellas de plástico de 2 litros y 500 ml. También se encuentra en latas de 330 ml que serán retiradas en junio de 2010; las botellas de cristal de 200 ml (para el mercado licenciado) ya se han retirado por falta de demanda.